# 安野村 (広島県)
安野村（やすのそん）は、広島県山県郡にあった村。現在の山県郡安芸太田町の一部にあたる。

## 地理
- 河川：太田川[1]、西宗川[2]

## 歴史
- 1889年（明治22年）4月1日、町村制の施行により、山県郡穴村、坪野村が合併して村制施行し、安野村が発足[1][3]。
- 1899年（明治32年）村役場庁舎を大字穴字澄合に建設[1]。
- 1946年（昭和21年）坪野に安野発電所竣工[1]。
- 1956年（昭和31年）9月30日、山県郡加計町と合併し、加計町が存続して廃止された[1][3]。

## 産業
- 林業、漁業[1]

## 交通

### 鉄道
- 1954年（昭和29年）日本国有鉄道可部線、安野駅開設[2]。